# Pepijn Veerman
Pepijn Veerman (Roosendaal, 6 maart 1992) is een voormalig Nederlands voetballer die als aanvaller speelde.
Veerman speelde in de jeugd bij RSC Alliance en RKVV Roosendaal voor hij in de jeugdopleiding van RBC Roosendaal kwam. Hij debuteerde op 3 september 2010 in de uitwedstrijd tegen MVV Maastricht en speelde tot het faillissement van die club in juni 2011 in totaal 24 wedstrijden waarin hij twee doelpunten maakte. Hij tekende eind juni 2011 voor twee seizoenen bij Helmond Sport.
Door blessures in seizoen 2012-2013 komt hij niet veel meer in actie en zijn contract wordt dan ook niet verlengd.
Veerman presenteert sinds 2021 samen met Tim Niehe, Gijs Niehe en Koen "Snijboon" de voetbalpodcast De Derde Helft van Tonny Media.